# Tulipa cypria
Tulipa cypria ist eine Pflanzenart in der Gattung Tulpen (Tulipa) innerhalb der Familie der Liliengewächse (Liliaceae). Sie kommt nur auf Zypern vor.

## Merkmale
Tulipa cypria ist eine aufrechte, ausdauernde, zwiebelbildende krautige Pflanze, die zur Blütezeit eine Höhe von 15–40 cm erreicht. Die Blätter sind kahl und glauk (bläulich-grün). Sie besitzt vier Blätter, die wechselständig, einfach, ganzrandig und fleischig sind. Die beiden unteren Blätter sind größer, lanzettlich, 10–20 × 2–6 cm groß und weisen auffallend gewellte Ränder auf. Die beiden oberen Blätter sind deutlich kleiner und nahezu linealisch.
Die Pflanze trägt eine endständige, auffällige Blüte mit becherförmigem Perianth, bestehend aus sechs freien, blütenblattartigen Segmenten (Tepalen), die 2,5–9 × 1–3,5 cm groß sind. Die Blütenfarbe ist tief dunkelblutrot, mit einem schwarzen Basalfleck im Inneren, der von einem gelben Rand umgeben ist. Die Blütezeit ist von März bis April. Die Frucht ist eine Kapsel.

## Lebensraum
Tulipa cypria wächst in Phönizischer-Wacholder-Macchie-Weiden und in Getreidefeldern auf Kalkstein in Höhenlagen von etwa 100–300 m über dem Meeresspiegel.

## Verbreitung
Die Pflanze ist endemisch auf Zypern, insbesondere in Akamas, Kormakitis und in einigen Gebieten des Kyrenia-Gebirges. Sie ist sehr selten und streng geschützt.